# Гражданская война в Центральной Америке
Гражданская война в Центральной Америке (исп. Guerra Civil Centroamericana) — вооружённый конфликт в Федеративной Республике Центральной Америки между либералами и консерваторами.

## Ход войны
Ставший в 1825 году первым избранным президентом Центральной Америки Мануэль Хосе Арсе изначально стоял на либеральных позициях. Однако постепенно под влиянием представителей клана Айсинена он стал на сторону консерваторов, потеряв поддержку либералов. В октябре 1826 года он распустил федеральные конгресс и сенат. После этого было объявлено о проведении новых выборов. В январе 1827 года было сформировано новое правительство целиком из консерваторов. Во главе его стал крупный землевладелец Мариано Айсинена. Действия Арсе встретили сопротивление почти во всех государствах, входивших в состав федерации.

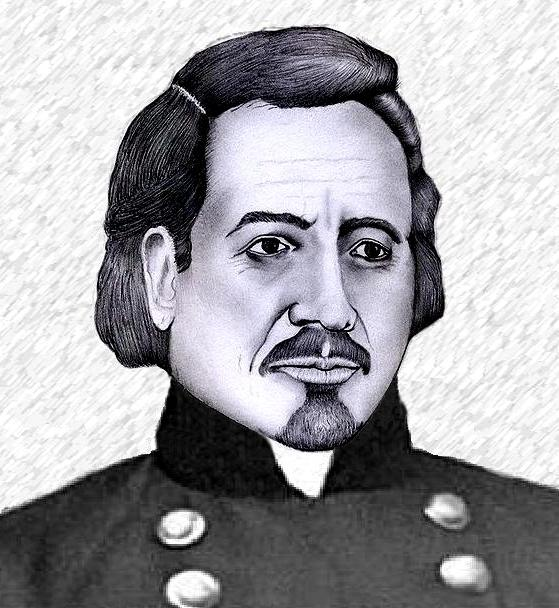
Генерал Хосе Хусто Милья

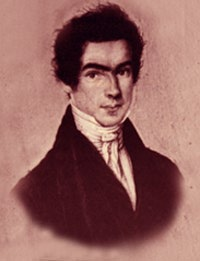
Мариано де Айсинена-и-Пиньоль, лидер клана Айсинена и одна из ключевых фигур гражданской войны

Декретом от 10 октября 1826 года федеральный президент Арсе сместил прежних лидеров и функционеров правительства и конгресса Сальвадора, мотивируя это необходимостью восстановления конституционного порядка. В ответ на это в марте 1827 года сальвадорские войска двинулись на Гватемалу, намереваясь сместить федерального президента, однако Арсе лично встал во главе федеральных войск и 23 марта разбил сальвадорцев при Аррасоле. После этого Арсе отправил 2000 человек под командованием Мануэля Арсу для оккупации Сальвадора. Это событие считается отправной точкой гражданской войны.
Роспуск федерального конгресса и сената также был отвергнут главой Гондураса Дионисио де Эррерой, но президент Арсе не признал власть Эрреры, заявив, что срок временного мандата Эрреры истек и что он находится у власти незаконно. Национальная ассамблея призвала к новым выборам в Гондурасе, но Эррера проигнорировал указ и остался у власти. Арсе решил вытеснить Эрреру и отправил в Гондурас войска во главе с Хусто Мильей, бывшим заместителем главы Гондураса. 
4 апреля 1827 года войска Мильи осадили столицу Гондураса город Комаягуа, оборону которого возглавил председатель парламента Гондураса Франсиско Морасан. После 36-дневной осады Комаягуа пала, и 9 мая президент Эррера, взятый в плен, был вывезен в Гватемалу. Морасан прорвался сквозь окружение и ушёл в Тегусигальпу, откуда вернулся с отрядом 300 человек, но был разбит при Вилья-де-Сан-Антонио.

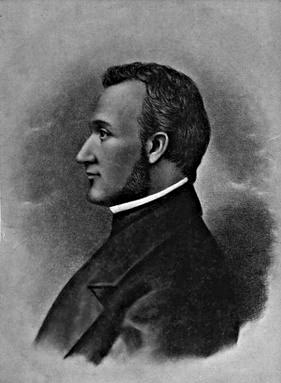
Генерал Франсиско Морасан

Морасан был вынужден отступить на юг Гондураса, а затем оказался в Сальвадоре. Оттуда он перебрался в Леон в Никарагуа, где его друг, генерал Хосе Анаклето Ордоньес, предоставил ему 135 солдат. Они послужили ценным дополнением к уже имевшимся у него сальвадорским солдатам под командованием полковника Хосе Сепеды. В октябре Морасан со своими объединёнными силами двинулся на Чолутеку, где его ждал полковник Хосе Антонио Маркес, перешедший на сторону либералов. Первый же гондурасский город Сан-Антонио-де-Тесигат также предоставил ему людей и оружие.
Милья, узнав о выдвижении Морасана, тут же перебросил войска в Тегусигальпу, которую сделал своей штаб-квартирой. 11 ноября противники сошлись в районе города Ла-Тринидад. В результате пятичасового сражения войска Морасана наголову разбили федеральные войска под командованием Мильи. После победы Морасан 12 ноября вошёл в Тегусигальпу, а 26 ноября триумфально вошёл в столицу — город Комаягуа. Морасан стал главой государства.
После победы при Ла-Тринидад Морасан стал рассматриваться всеми либералами Центральной Америки в качестве своего лидера, и именно к нему обратились за помощью сальвадорские либералы Сальвадора, так как Арсе вторгся в их страну и осадил Сан-Сальвадор. Морасан откликнулся на призыв и, оставив власть в Гондурасе в руках Диего Вихиля, двинулся со своими войсками в Сальвадор. В апреле 1828 года Морасан прибыл в Сальвадор, имея под своим командованием около 1400 человек, никарагуанцев, гондурасцев и сальвадорцев. В то время, как сальвадорская армия противостояла федеральным силам в городе Сан-Сальвадоре, Морасан в восточной части страны 6 июля разбил силы полковника Висенте Домингеса в сражении при Эль-Гуальчо, но из-за больших потерь в личном составе вынужден был приостановить дальнейшее наступление.
После этого Морасан продолжил оперировать в районе Сан-Мигеля, разбивая все части, посылаемые против него генералом Арсу. Это вынудило Арсу оставить против Сан-Сальвадора полковника Монтуфара, и лично двинуться на Морасана с основными силами. Узнав об этом, лидер либералов отступил в Гондурас, чтобы набрать дополнительные войска. 20 сентября генерал Арсу находился в районе реки Лемпа, когда узнал, что его войска капитулировали в районе Сан-Сальвадора и Мехиканоса.
Тем временем Морасан вернулся из Гондураса со значительными силами. Генерал Арсу под предлогом болезни бежал в Гватемалу, оставив войска на подполковника Антонио де Айсинену. Тот вместе с войсками двигался в направлении Гондураса, когда был перехвачен силами Морасана под Сан-Антонио и 9 октября разбит в сражении.
После победы при Сан-Антонио в Сальвадоре не осталось федеральных войск. 23 октября генерал Морасан триумфально вошёл в Сан-Сальвадор. С согласия сальвадорского правительства вооружённые силы Гондураса и Сальвадора были объединены в армию, получившую название «Армия защитников закона» (Ejército Protector de la Ley). Под командованием Морасана в армии, передислоцировавшейся в Ауачапан, началась боевая подготовка. Морасан настаивал, чтобы сальвадорское правительство предоставило ему 4000 человек, но ему пришлось обойтись двумя тысячами. Разработкой плана кампании руководил Николас Рауль, ветеран наполеоновской армии. В начале 1829 года Морасан был готов действовать, и дивизия полковника Хуана Према вошла на гватемальскую территорию и захватила город Чикимула.

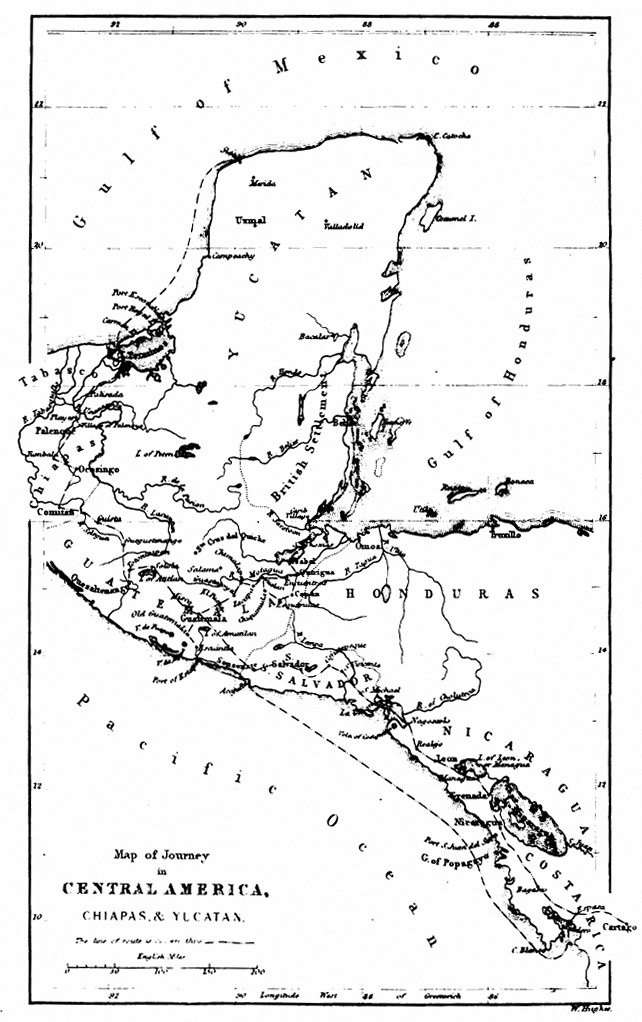
Карта Гватемалы периода гражданской войны. Обратите внимание на отсутствие границ с Юкатаном и Чапьясом.

Небольшой отряд был послан Морасаном к столице Гватемалы, чтобы выманить противника. Тем временем федеральный полковник Висенте Домингес покинул Гватемалу с отрядом в 600 человек, чтобы атаковать Према. Узнав о небольшом отряде в районе столицы он изменил планы, и повернул туда, оставив позади слабое прикрытие. Прем воспользовался предоставившейся возможностью и, атаковав Домингеса, разгромил его 15 января 1829 года. После этого Морасан приказал Прему взять 1400 человек и занять Сан-Хосе-Пинула возле столицы.
Тем временем жители Антигуа-Гуатемала восстали против консерваторов, и весь департамент Сакатепекес перешёл на сторону Морасана. Начались стычки в районе столицы. 15 февраля одна из дивизий Морасана, которой командовал Каетано де ла Серда, была разбита под Миско; из-за этого поражения Морасан снял осаду столицы и отступил в Антигуа-Гуатемала. Дивизия федеральных войск под командованием полковника Пачеко последовала за ним, но Пачеко растянул свои силы, и 6 марта был разбит Морасаном при Сан-Мигелито.
После победы при Сан-Мигелито армия Морасана пополнилась гватемальскими добровольцами. 15 марта, когда силы Морасана возвращались на прежние позиции, они были перехвачены федеральными войсками под командованием полковника Прадо в районе ранчо Лас-Чаркас. Морасан наголову разгромил Прадо и возобновил осаду столицы.

## Результаты
12 апреля 1829 года верховный глава Гватемалы Мариано де Айсинена-и-Пиньоль капитулировал, и на следующий день войска Морасана заняли город. Сразу после этого президент Арсе, Мариано де Айсинена, Мариано Бельтранено и все чиновники, сыгравшие свою роль в войне, были арестованы и брошены в тюрьму. Все акты прежнего федерального правительства, принятые после 6 сентября 1826 года, были объявлены недействительными. После этого генерал Морасан в течение трёх месяцев управлял Центральной Америкой, пока Конгресс не назначил временным президентом старейшего сенатора Хосе Франсиско Баррундиа. Морасан изгнал из страны основных представителей клана Айсинена и конфисковал их собственность, что способствовало финансированию дорогостоящих военных компаний в последующие годы. По всей Центральной Америке восторжествовала власть либералов.